# Morlaye Cissé
Morlaye Cissé (ur. 19 grudnia 1983 w Konakry) – gwinejski piłkarz grający na pozycji obrońcy.

## Kariera klubowa
Karierę piłkarską Cissé rozpoczął w klubie Horoya AC. W 2001 roku zadebiutował w jego barwach w pierwszej lidze gwinejskiej i w debiutanckim sezonie wywalczył z nim mistrzostwo Gwinei.
Jeszcze w 2001 roku Cissé wyjechał do Francji i został zawodnikiem klubu LB Châteauroux, grającego w Ligue 2. Przez 2 lata rozegrał tam 6 spotkań ligowych i w 2003 roku odszedł do czwartoligowego GSI Pontivy. Z kolei w sezonie 2005/2006 był piłkarzem rezerw CS Sedan. Następnie grał w piątoligowych ES Viry-Châtillon i ASOA Issy, a od 2009 roku występował w czwartej lidze, w FC Mulhouse. W latach 2011–2013 grał w EGS Gafsa.

## Kariera reprezentacyjna
W reprezentacji Gwinei Cissé zadebiutował w 2004 roku. W 2006 roku został powołany do kadry na Puchar Narodów Afryki 2006 i rozegrał tam jedno spotkanie, z Tunezją (3:0).